# Schweizer Cup (Fussball, Männer) 1939/40
Der 15. Schweizer Cup wurde vom 15. Oktober 1939 bis zum 25. März 1940 ausgetragen. Sieger war der Verein Grasshopper Club Zürich.

## Der Modus
Es wurde im K.-o.-System gespielt. Im Fall eines Gleichstandes zum Ende der Verlängerung wurde das Spiel auf dem Platz der Gastmannschaft wiederholt. Das Finalspiel fand in Bern statt.

## 3. Ausscheidungs-Runde
Ebenso nahmen in der 3. Ausscheidungs-Runde die Mannschaften der Nationalliga nicht teil. 
| Datum             |                                   | Ergebnis  |                       |
| ----------------- | --------------------------------- | --------- | --------------------- |
|                   | FC Aurore Biel-Bienne             | 3:2 n. V. | Monthey               |
|                   | Ballspielclub Zürich              | 2:4       | SC Zug                |
|                   | FC Birsfelden                     | 5:2       | Helvetik Basel        |
|                   | FC Brühl St. Gallen               | 2:1       | FC Kreuzlingen        |
|                   | Concordia Basel                   | 1:4       | FC Olten              |
|                   | Étoile-Sporting La Chaux-de-Fonds | 8:0       | FC Tramelan           |
|                   | FC Fribourg                       | 7:1       | Grünstern Ipsach      |
|                   | Helvetia Bern                     | 0:1       | FC Bern               |
|                   | FC Lachen                         | 5:0       | FC Locarno            |
|                   | CS La Tour-de-Peilz               | 3:5       | USI Dopolavoro Genève |
|                   | FC Saint-Imier                    | 2:7       | Cantonal Neuchâtel    |
|                   | FC Schaffhausen                   | 5:2       | FC Wülflingen         |
|                   | SC Schöftland                     | 1:4       | FC Basel              |
|                   | FC Solothurn                      | 0:1       | FC Gerlafingen        |
|                   | Urania Genève Sport               | 3:1       | Vevey-Sports          |
|                   | FC Uster                          | 2:0       | FC Blue Stars Zürich  |
|                   | FC Zürich                         | 2:3       | FC Altstätten         |
|                   | AC Bellinzona                     | 1:1 n. V. | Pro Daro Bellinzona   |
|                   | FC Wettingen                      | 2:2 n. V. | FC Aarau              |
| 31.12.1939, 14:30 | Forward Morges HC                 | 9:2       | FC Montreux-Sports    |

### Wiederholungsspiele
| Datum             |                     | Ergebnis |               |
| ----------------- | ------------------- | -------- | ------------- |
| 01.01.1939, 14:30 | FC Aarau            | 4:1      | FC Wettingen  |
|                   | Pro Daro Bellinzona | 1:2      | AC Bellinzona |

## 1/16 Finals
In den 1/16-Finals spielten erstmals die Mannschaften der Nationalliga mit:
| Datum             |                      | Ergebnis  |                                   |
| ----------------- | -------------------- | --------- | --------------------------------- |
| 07.01.1940, 14:30 | FC Altstätten        | 0:2 n. V. | FC St. Gallen                     |
|                   | FC Basel             | 2:4       | FC Aarau                          |
|                   | FC Biel-Bienne       | 0:1       | Cantonal Neuchâtel                |
|                   | FC Birsfelden        | 0:1       | Nordstern Basel                   |
|                   | FC Lachen            | 6:2       | SC Zug                            |
|                   | FC La Chaux-de-Fonds | 2:1 n. V. | Étoile-Sporting La Chaux-de-Fonds |
|                   | Lausanne-Sports      | 1:0       | USI Dopolavoro Genève             |
|                   | FC Lugano            | 2:1       | AC Bellinzona                     |
|                   | FC Luzern            | 6:1       | FC Uster                          |
|                   | FC Schaffhausen      | 0:9       | Grasshopper-Club Zürich           |
|                   | Urania Genève Sport  | 2:1       | Servette FC Genève                |
|                   | BSC Young Boys Bern  | 2:1       | FC Aurore Biel-Bienne             |
|                   | Young Fellows Zürich | 2:1       | FC Brühl St. Gallen               |
|                   | FC Fribourg          | 1:1 n. V. | Forward Morges HC                 |
|                   | FC Gerlafingen       | 1:1 n. V. | FC Olten                          |
|                   | FC Grenchen          | 3:3 n. V. | FC Bern                           |

### Wiederholungsspiele
| Datum             |                   | Ergebnis |                |
| ----------------- | ----------------- | -------- | -------------- |
| 21.01.1940, 14:30 | FC Bern           | 0:2      | FC Grenchen    |
|                   | Forward Morges HC | 1:0      | FC Fribourg    |
|                   | FC Olten          | 1:4      | FC Gerlafingen |

## Achtelfinals
| Datum             |                         | Ergebnis  |                      |
| ----------------- | ----------------------- | --------- | -------------------- |
| 11.02.1940, 14:30 | Cantonal Neuchâtel      | 1:3       | FC Grenchen          |
|                   | Forward Morges HC       | 0:1       | FC La Chaux-de-Fonds |
|                   | FC Gerlafingen          | 1:5       | BSC Young Boys Bern  |
|                   | Grasshopper Club Zürich | 2:1       | FC St. Gallen        |
|                   | FC Lachen               | 2:8       | FC Lugano            |
|                   | Urania Genève Sport     | 0:2       | Lausanne-Sports      |
|                   | Young Fellows Zürich    | 3:0       | FC Luzern            |
|                   | FC Aarau                | 3:3 n. V. | Nordstern Basel      |

### Wiederholungsspiel
| Datum             |                 | Ergebnis  |          |
| ----------------- | --------------- | --------- | -------- |
| 18.02.1940, 14:30 | Nordstern Basel | 3:2 n. V. | FC Aarau |

## Viertelfinals
| Datum             |                     | Ergebnis |                         |
| ----------------- | ------------------- | -------- | ----------------------- |
| 25.02.1940, 14:30 | FC Grenchen         | 5:4      | FC La Chaux-de-Fonds    |
|                   | FC Lugano           | 0:2      | Grasshopper Club Zürich |
|                   | Nordstern Basel     | 1:3      | Lausanne-Sports         |
|                   | BSC Young Boys Bern | 5:2      | FC Young Fellows Zürich |

## Halbfinals
| Datum             |                         | Ergebnis |                     |
| ----------------- | ----------------------- | -------- | ------------------- |
| 10.03.1940, 14:30 | Grasshopper Club Zürich | 2:0      | BSC Young Boys Bern |
|                   | Lausanne-Sports         | 0:3      | FC Grenchen         |

## Final
Das Finalspiel fand am 25. März 1940 im Stadion Wankdorf in Bern statt.
| Paarung                 | Grasshopper Club Zürich – FC Grenchen                                                                                             |
| Ergebnis                | 3:0 (1:0) |
| Datum                   | 25. März 1940 um 15:00 Uhr |
| Stadion                 | Stadion Wankdorf, Bern |
| Zuschauer               | 18.000 |
| Schiedsrichter          | Hans Wüthrich (Bern) |
| Tore                    | 1:0 Grubenmann (8.) 2:0 Thönen (70.) 3:0 Grubenmann (83.)                                                                         |
| Grasshopper Club Zürich | Huber, Minelli, Lehmann, Springer, Vernati, Rauch, Bickel, Fauguel, Grubenmann, Xam Abegglen, Thönen Cheftrainer: Karl Rappan     |
| FC Grenchen             | Ballabio, Kauffmann, Guerne, Plancherel, Luthi, Mistelli, Tanner, Aebi, Artimovics, Ducommun, Buser Cheftrainer: Josef Artimovics |